# Luch 5B
O Luch 5B é um satélite de comunicação geoestacionário russo construído pela ISS Reshetnev (ex NPO Prikladnoi Mekhaniki, NPO PM). Ele está localizado na posição orbital de 16 graus de longitude oeste e é de propriedade da Agência Espacial Federal Russa (Roscosmos). O satélite foi baseado na plataforma Express-1000AM e sua expectativa de vida útil é de 10 anos. O Luch 5B é usado para transmitir dados a partir do Segmento Orbital Russo da Estação Espacial Internacional, e de outros satélites em órbita terrestre baixa.

## Lançamento
O satélite foi lançado com sucesso ao espaço no dia 2 de novembro de 2012 às 21:04 UTC, por meio de um veículo Proton-M/Briz-M a partir do Cosmódromo de Baikonur, no Cazaquistão, juntamente com o satélite Yamal 300K. Ele tinha uma massa de lançamento de 1350 kg.